# Автомодельна течія
Автомодельна течія (від грец. αύτός – сам і франц. modèle – зразок, від лат. modulus – міра)  (рос. автомодельное течение; англ. self-similar flow, self-similar current; нім. Automodele f liessen n, Automodellstrom m) – течія рідини (газу), яка залишається механічно подібною сама собі за зміни одного або декількох параметрів, які визначають цей рух. У широкому розумінні під автомодельністю течії розуміють незалежність безрозмірних параметрів, які характеризують рух, від критеріїв подібності.